# PzKpfw III/IV
PzKpfw III/IV је био предлог немачког средњег тенка. Пројекат је био отказан, а направљени су само нацрти, док ниједан протоип није направљен.

## Развој
Пошто су тенкови Панцер III и Панцер IV имали многе конструкцијске сличности, у септембру 1941. се размишљало да се направи нови тенк заснован на шасији ова два тенка, како би се створио један тенк и тиме олакшала производња, допремање, обука и одржавање.
Планирало се да пуна производања овог тенка почне у јуну 1944. али је пројекат отказан јер ново возило није задовољавало захтеве у погледу наоружања и оклопне заштите у борби са совјетским тенковима на Источном фронту.